# Bachepalli, Aurad
Bachepalli là một làng thuộc tehsil Aurad, huyện Bidar, bang Karnataka, Ấn Độ.